# 森下純平
森下 純平（もりした じゅんぺい、1990年4月5日 - ）は、日本の柔道家。石川県白山市出身。階級は66kg級。身長165cm。得意技は内股。

## 経歴
柔道は6歳の時に鶴来坂田道場で始めた。同級生には2010年の世界団体の優勝メンバーである小寺将史がいた。幼馴染の小寺とは何をやるのも一緒だったという。結果として大学まで同じ進路を歩むことになった。北辰中学3年時に全国優勝。鶴来高校2年時にはインターハイ73kg級で優勝し、3年時にはインターハイの優勝候補筆頭とされるが、準々決勝で敗退した。その後階級を66kg級に下げて、筑波大学に進学。全日本ジュニアの決勝では小寺に判定の末敗れるも世界ジュニアの代表に選出されて、世界ジュニアではオール一本勝ちで優勝を果たした。
さらに、シニアの国際大会であるグランドスラム・東京やワールドカップ・トビリシで3位になった。2010年の選抜体重別では初戦で敗れたが、男子代表監督である篠原信一の推薦により世界選手権代表に選出された。世界選手権ではそれほど期待されていなかったものの、20歳にして優勝を果たした。
2011年は2月のグランドスラム・パリや4月のアジア選手権などで優勝を飾るが、8月の世界選手権では3回戦で世界ランキング261位の選手に不覚を取って今大会2連覇はならなかった。なお、前年の世界チャンピオンだったことから全日本選手権にも推薦で出場を果たしたが、初戦で140kgの岩上真琴に大内刈で敗れた。
2012年5月の選抜体重別では決勝で世界チャンピオンであるパーク24の海老沼匡に支釣込足で敗れて、ロンドンオリンピック代表にはなれなかった。12月のグランドスラム・東京では初優勝を果たした。
2013年には了徳寺学園の職員となった。東アジア大会では優勝を飾った。
2016年3月には了徳寺学園を退職した。その後は福井県体育協会に所属しながら、地元の石川県で稽古を積んでいる。2017年の実業個人選手権では73kg級で3位になった。

## 戦績
- 2004年 - 全国中学校柔道大会 3位
- 2005年 - 全国中学校柔道大会 優勝
- 2006年 - 全日本ジュニア 3位
- 2007年 - インターハイ 優勝
- 2008年 - 全日本ジュニア 3位
- 2009年 - 全日本ジュニア 2位
- 2009年 - 世界ジュニア 優勝
- 2009年 - グランドスラム・東京 3位
- 2010年 - ワールドカップ・トビリシ 3位
- 2010年 - 世界選手権 優勝
- 2010年 - アジア大会 3位
- 2010年 - グランドスラム・東京 5位
- 2011年 - グランドスラム・パリ 優勝
- 2011年 - ワールドカップ・ブダペスト 優勝
- 2011年 - アジア選手権 優勝
- 2011年 - グランプリ・ロッテルダム 3位
- 2011年 - 講道館杯 7位
- 2012年 - ワールドマスターズ 3位
- 2012年 - グランプリ・デュッセルドルフ 3位
- 2012年 - 体重別 2位
- 2012年 - グランドスラム・東京 優勝
- 2012年 - ワールドカップ・チェジュ 優勝
- 2013年 - ヨーロッパオープン・ブダペスト 3位
- 2013年 - 体重別 3位
- 2013年 - 東アジア大会 優勝
- 2017年 - 実業個人選手権 3位（73kg級）

（出典、JudoInside.com）